# アメリカ国立標準技術研究所
国立標準技術研究所（こくりつひょうじゅんぎじゅつけんきゅうしょ、英: National Institute of Standards and Technology, NIST）は、アメリカ合衆国の国立の計量標準研究所、アメリカ合衆国商務省配下の技術部門であり非監督（non-regulatory）機関。1901年から1988年までは国立標準局 (英: National Bureau of Standards, NBS) と称していた。その公式任務は次の通り。

経済的（安全）保障を強化し生活の質を高めるような手法で、計量学や標準規格、産業技術を進歩させることによって、アメリカの技術革新と産業競争力を促進することが目的である。
—NIST

2007会計年度（2006年10月1日-2007年9月30日）の予算は約8億4330万ドルだった。2009年の予算は9億9200万ドルだが、アメリカ復興・再投資法の一部として6億1000万ドルを別に受け取っている。2013年現在、NISTには約3000人の科学者、工学者、技術者がいる（他にサポートスタッフと運営部門）。また、国内企業や海外から約2700人の科学者、工学者を受け入れている。さらに国内約400ヶ所の提携機関で1300人の製造技術の専門家やスタッフが関わっている。NISTの出版している Handbook 44 は「計測機器についての仕様、許容誤差、他の技術的要件」を提供している。

## 歴史

### 背景
1821年、ジョン・クインシー・アダムズは「度量衡は、人間社会のあらゆる人々の生活にとって必須なこととしてランク付けされるかもしれない」と述べた。1781年、13の植民地が批准した連合規約には、「合衆国または各州は自らの権威において、貨幣の成分を決め、鋳造した貨幣の価値を決める独占的権利を有し、合衆国全土で度量衡の標準を定める権利を有する」という一節がある。アメリカ合衆国憲法 (1789) 第1条第8節では、その権限を連邦議会に委ねており、「連邦議会は次の権限を有する……貨幣を鋳造し、その価値および外国貨幣の価値を定め、また度量衡の標準を定めること」とある。
1790年1月、ジョージ・ワシントンは最初の年頭教書演説で「合衆国における通貨および度量衡の均一性は極めて重要であり、それを正しく遂行させるべく…」などと述べ、国務長官トーマス・ジェファーソンにそのための計画立案を命じた。後にその報告書は Jefferson report と呼ばれるようになる。1791年10月25日、ワシントンは連邦議会で「国内の度量衡の均一性は、憲法としてあなたがた（連邦議会）に提出された重要な目標の一つであり、不変かつ普遍な標準から得られるなら、公共の利便性に貢献するだけでなく自治体にとっても名誉あることだ」と述べたが、実際に一様な標準群が完成したのは1838年のことである。

### 局の変遷

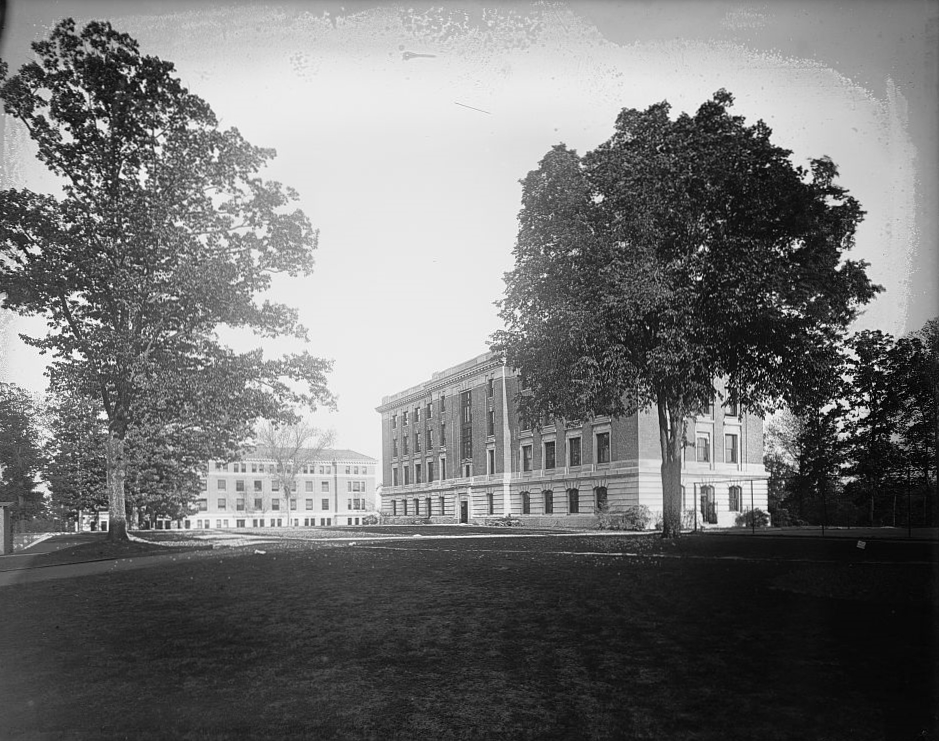
国立標準局。ワシントンD.C.、撮影日不明（1910年〜1926年）

1830年から1901年まで、度量衡の監督はアメリカ合衆国財務省の標準度量衡局 (Office of Standard Weights and Measures) が担当した。
度量衡局は1901年7月1日に「標準局」(Bureau of Standards) としてワシントンD.C.にて独立し、1903年に「国立標準局」(National Bureau of Standards, NBS)と改称された。
1905年には米国計量会議 (NCWM) が創立された。
1960年代前半にはメリーランド州ゲイザスバーグに227ヘクタールの用地を取得し、移転した。
1988年には現在の名称となった。

### 度量衡

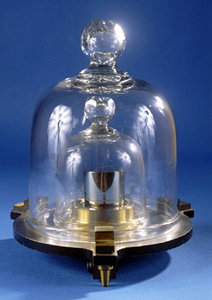
NISTが保有するキログラム原器K20番レプリカ。アメリカ合衆国におけるキログラムの国家一次標準であり、ポンドもこの標準を参照し0.453 592 37キログラムと定義されている。

1866年、連邦議会は度量衡体系を法律（合衆国法典1952年版第15編第6章、204項と205項）で定めた。世界的には1875年5月20日、17カ国がメートル法に署名し、国際度量衡総会が選出した国際委員会の監督下で国際度量衡局を創設した。

## 機構
NISTの本部はメリーランド州ゲイザースバーグにある。またコロラド州ボルダーに研究所を持っている。NISTの活動は、研究プログラムと学外プログラムに分けられる。2010年10月1日、NISTの研究ユニットは10から6に再編成された。次の研究ユニットがある。
- エンジニアリング研究所 (EL)
- 情報技術研究所 (ITL)
- 材料計測研究所 (MML)
- 物理計測研究所 (PML)
- ナノスケール科学技術センター (CNST)
- NIST中性子研究センター (NCNR)

学外プログラムとしては、以下のものがある。
- Hollings Manufacturing Extension Partnership (MEP) は中小製造業者を支援する全米規模のネットワークで、効率向上、新たな職業の創造、製造工程改善による廃棄物の削減、技術革新による市場競争力の増強を目的としている。
- Technology Innovation Program (TIP) は、最先端のリスクの高い技術開発の一部をNISTが費用負担するものである。
- マルコム・ボールドリッジ国家品質賞（英語版）プログラムは、品質の高い企業を選定して表彰するものである。

NISTの物理測定研究所時間・周波数部門のボルダーの研究所には有名なNIST-F1がある。これはフランスのパリにあるものと同様の最も正確な原子時計であり、国家標準時としての公式な時刻の拠り所となっている。セシウムの共振周波数から精密に秒を決めていて、電波時計などが使用する標準電波の長波の放送局(WWVB;フォート・コリンズ)と短波の放送局(WWV (無線局);フォート・コリンズ、WWVH;ハワイ州カウアイ島のケカハ)がある。特に、WWVはアメリカにおける最古の無線局の一つでもある。また、NTPのサービスも提供している。

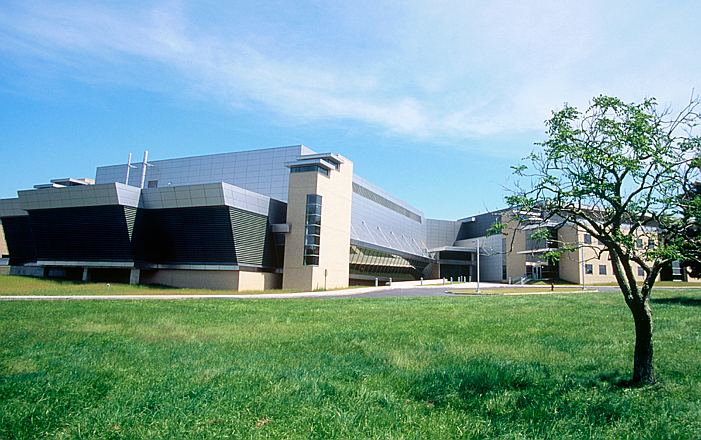
NIST AML ビル

NISTは中性子発生施設NIST中性子研究センター (NCNR) を運営している。NCNRは様々な中性子散乱装置を取り揃えており、様々な分野（物質科学、燃料電池、バイオテクノロジーなど）の研究に使われている。
SURF III シンクロトロン紫外線放射施設は放射光源であり、1961年から運営している。SURF III はアメリカにおける光スペクトルの標準として使われている。NASAが開発した紫外線観測装置は1970年代からSURFで較正されており、極端紫外線リソグラフィーのためのシステムの計測などにも使われている。
ナノスケール科学技術センター (CNST) はナノテクノロジー研究を行っており、内部の研究と同時に外部ユーザーがアクセスできるナノ製造用クリーンルームを提供している。このナノファブにはフォトリソグラフィー用のツール群（電子顕微鏡、原子間力顕微鏡など）も備えている。
Advanced Encryption Standard（AES、アルゴリズムとしてはRijndael）、Secure Hash Standard（SHS、アルゴリズムとしてはSecure Hash Algorithm (SHA)シリーズ。SHA-0、SHA-1、SHA-2、SHA-3）など、暗号技術の選定および標準化を行っている。ISOと違い一国の機関に過ぎないが、その影響力は大きく、AESやSHAシリーズはデファクトスタンダード暗号のひとつとなっている。AESの前のデファクトスタンダード暗号であったData Encryption Standard (DES)もNISTの前身であるNBSが選定を行っている。

### 委員会
NISTには次の7つの常任委員会がある。
- 技術ガイドライン開発委員会 (TGDC)
- 地震の危険性低減のための諮問委員会 (ACEHR)
- 建築安全性チーム諮問委員会 (NCST Advisory Committee)
- 情報セキュリティとプライバシー諮問委員会 (ISPAB)
- 先端技術視察委員会 (VCAT)
- ボールドリッジ国立品質プログラム監督委員会 (BNQP Board of Overseers)
- 生産拡大パートナーシップ国立諮問委員会 (MEPNAB)

## 主な事業・成果

### 標準物質

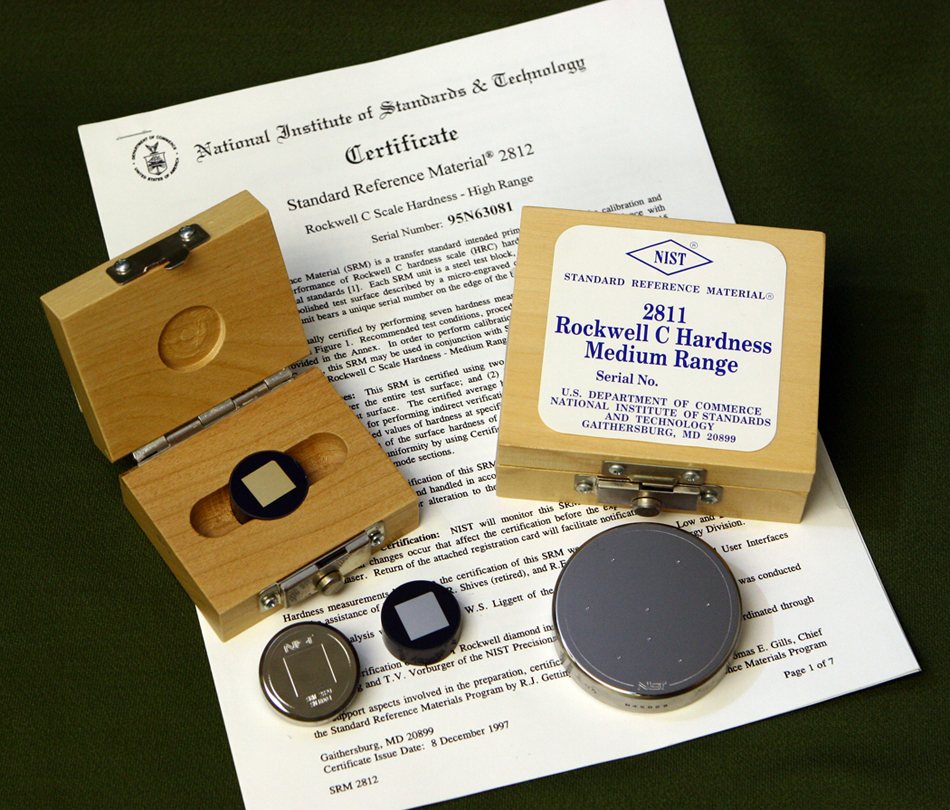
NISTの硬さ標準物質 (SRM 2811)。ロックウェル硬さ試験法においてスケールCの硬さであることが保証されている。

その任務の一部として、NISTは1300種もの最高純度で正確な量の標準物質 (Standard Reference Material, SRM) を産業、学界、政府、および他のユーザーに供給する。これらの人造物は、特定の性質や材料構成を持つことを保証されており、測定機器や測定手順の較正に使われたり、実験の対照サンプルとして使われる。例えば、食品製造分野のための NIST SRM としては以下のようなものがある。
- 典型的食物 (SRM 1548a, $624)
- 脱脂粉乳 (SRM 1549, $318, 100 g)
- カキの細胞 (SRM 1566b, $540, 25 g)
- 小麦粉 (SRM 1567a, $418, 80 g)
- 米粉 (SRM 1568a, $390, 80 g)
- 牛レバー (SRM 1577b, $261, 50 g)
- トマトの葉 (SRM 1573A, $332.00, 50 g)
- 水 (SRM 1640, $198.00, 250 mL)
- ピーナッツバター (SRM 2387, $501,  6オンス(170 g) ×3壜)

### Handbook 44
NISTは毎年、アメリカ計量会議 (NCWM) に合わせて "Handbook 44" を出版している。編集はNCWMの仕様・公差委員会とNISTの度量衡部門 (WMD) が行っている。この本は法律に定められた「度量衡の均一性を確保するべく協力する」という責任を果たすための一環でもある。
"Handbook 44" は1949年から今の名称となったが、1918年から同様の本を様々な名称で出版してきた経緯がある。2010年版では、1988年の包括通商法 (Omnibus Foreign Trade and Competitiveness Act)で既に推奨されていた国際単位系を主に使用することを推奨している。

### 国土安全保障
NISTは連邦政府全職員および契約者に共通の身分証明書を開発しており、無許可の人物が政府の建物やコンピュータシステムに近づくのを防ごうとしている。

### 世界貿易センタービル崩壊に関する調査
ニューヨーク世界貿易センタービルの2001年9月11日の崩壊に関して、NISTは三段階の計画からなる事業を遂行した。第一段階はビル崩壊の原因の調査。第二段階は建築技術や防火技術の研究開発。第三段階はその成果を建築業界に広め、技術的援助を行うこと。計画の原因調査部分(第一段階)は2006年末までに完了した。航空機直撃を受けたタワーに関する報告書は2005年9月26日に提出されたが、そこには30以上の改善提案が含まれていた。
2002年、National Construction Safety Team Act（建築安全性チーム法）により、NISTはワールドトレードセンターの2つの超高層建築物と47階建ての7 ワールドトレードセンターの崩壊についての調査を命じられた。この調査を指揮したシャーム・スンダルは、3つのビルの崩壊原因を推測するため、建築と防火の研究を含めた3つの観点をカバーした。NISTはまた、建築や防火についての規約・標準・慣習の研究開発プログラムを確立し、提案した慣習・標準・規約の変化を実際に建築業界に普及させ技術的支援を行う計画を立案した。NISTはまた、施設所有者、契約者、建築家、技術者、緊急応答者、および関係当局に、未来の災害に反応する心構えをさせるための実用的なガイダンスとツールを提供している。計画の調査部分は、2008年11月20日に7 ワールドトレードセンターについての最終報告で完了した。WTCタワーについての最終報告は2005年10月26日にリリースされ、建物と入居者の安全に関して30項目の改善提案を含んでいた。

### 選挙技術
NISTは選挙支援委員会の技術ガイドライン策定委員会と共同で、選挙を自動化する機械やシステムについてのガイドラインである Voluntary Voting System Guidelines を策定した。

### SAMATE
SAMATE (Software Assurance Metrics And Tool Evaluation) はNISTのプロジェクトの1つで、ソフトウェアツールや技法の効果を評価・測定し、それらの差異を明らかにする技法を開発しソフトウェア品質保証を改善することを目的としている。

### 国家的な脆弱性データベース（NVD）
NVDは、セキュリティ・コンテンツ・オートメーション・プロトコル（SCAP）を使用して表示された、アメリカ政府による標準的ベースである脆弱性管理データのリポジトリである。このデータは、脆弱性管理、セキュリティ判定、コンプライアンスの自動化を可能にする。NVDには、セキュリティチェックリストの資料、セキュリティ関連ソフトウェアの欠陥、設定ミス、製品名、インパクトメトリクスのデータベースが含まれている。
NVDは 2000年に作成された（これは Internet - Categorization of Attacks Toolkit または ICAT と呼ばれている）が、その後も何度も繰り返しと改良を重ね、サービスを提供し続けている。NVDは、情報技術研究所コンピュータセキュリティ部門の製品であり、国土安全保障省の国家サイバーセキュリティ部門がスポンサーとなっている。

### 公式標準時の提供
アメリカ合衆国の公式な時刻を公表する任務を負っている。国立標準技術研究所(NIST)に所属する「Time and Frequency Division」によって提供されている。ウェブサイトに表示されている時刻の参照は、協定世界時であって、これはNISTで管理されている協定世界時スケールであるUTC(NIST)を使用している。UTC(NIST)は、アメリカ合衆国における周波数、時間間隔、時間帯の国家的標準として機能している。

## 著名人
NISTの研究者でノーベル物理学賞を獲得した人は以下の通りである。
- ウィリアム・ダニエル・フィリップス（1997年）
- エリック・コーネル（2001年）
- ジョン・L・ホール（2005年）
- デービッド・ワインランド（2012年）

また、ダニエル・シェヒトマンは、1982年から84年にかけてNISTで行った研究が元となってノーベル化学賞（2011年）を受賞した。他に次のような研究者が知られている。
- ウィリアム・ウェーバー・コブレンツ - 赤外線分光学
- フィリップ・J・デイヴィス - 応用数学
- コルネリウス・ランチョス - 数値解析、物理学
- シャーロット・ムーア＝シタリー - 天文学

## 歴代所長
NISTの所長は大統領が指名し、上院の助言と同意を得て任命する。これまで15人が所長を務めている(うち3人は後任が決まるまでの代理)。
- Samuel W. Stratton, 1901年-1922年
- George K. Burgess, 1923年-1932年
- Lyman J. Briggs, 1932年-1945年
- Edward U. Condon, 1945年-1951年
- Allen V. Astin, 1951年-1969年
- Lewis M. Branscomb, 1969年-1972年
- Richard W. Roberts, 1973年-1975年
- Ernest Ambler, 1975年-1989年
- John W. Lyons, 1990年-1993年
- Arati Prabhakar, 1993年-1997年
- Raymond G. Kammer, 1997年-2000年
- Karen Brown（代理）, 2000年-2001年
- Arden L. Bement Jr., 2001年-2004年
- Hratch Semerjian（代理）, 2004年 - 2005年
- William Jeffrey, 2005年-2007年
- James Turner（代理）, 2007年-2008年
- Patrick D. Gallagher, 2008年-現在

NBS時代の局長 Allen V. Astin は俳優ジョン・アスティンの父であり、同じく俳優ショーン・アスティンの祖父である。